# دييغو أبيلا
دييغو أبيلا (بالإسبانية: Diego Abella) هو لاعب كرة قدم مكسيكي في مركز الهجوم، ولد في 22 أكتوبر 1998 في كوردوبا في المكسيك. لعب مع نادي ديبورتيفو تولوكا.

## وصلات خارجية
- دييغو أبيلا على موقع قاعدة بيانات كرة القدم.إي يو (الإنجليزية)
- دييغو أبيلا على موقع Soccerway.com (الإنجليزية)